# 武漢地下鉄2号線
武漢地下鉄2号線（ぶかんちかてつ2ごうせん、中文表記: 武汉地铁2号线、英文表記: Wuhan Metro Line 2）は、中華人民共和国湖北省武漢市黄陂区の天河機場駅から洪山区の仏祖嶺駅を結ぶ武漢地下鉄の路線。2012年12月28日に第1期区間が開通した。

## 概要
黄陂区天河空港駅を起点とし、CR漢口駅を経由し、長江をトンネルで渡って、洪山区の光谷広場駅までを結ぶ路線である。大部分が地下で、路線距離は47.109km、28駅がある。2号線2期区間は2012年年末に着工した。
中南路駅に4号線との連絡線、范湖駅に3号線との連絡線、王家東駅と青年路駅の間に7号線との連絡線、螃蟹岬駅と小亀山駅の間にある中山北路車庫の近くにCR武九線沙湖駅との連絡線がある。

## 駅一覧
- 駅名欄の背景色が■で、駅名が斜体字で表示されている駅は未開業の駅であることを表す。
- 駅間キロ数の出典[3]

| 駅名           | 駅名           | 駅名                                | 駅間 キロ | 累計 キロ | 接続路線                        | 所在地        | 所在地   |
| 日本語         | 簡体字中国語   | 英語                                | 駅間 キロ | 累計 キロ | 接続路線                        | 所在地        | 所在地   |
| -------------- | -------------- | ----------------------------------- | --------- | --------- | ------------------------------- | ------------- | -------- |
| 天河機場駅     | 天河机场站     | Tianhe International Airport        | 0.000     | 0.000     | 武漢天河国際空港 ■漢孝城際線    | 湖北省 武漢市 | 黄陂区   |
| 航空総部駅     | 航空总部站     | Aircraft Centre                     | 6.044     | 6.044     |                                 | 湖北省 武漢市 | 黄陂区   |
| 宋家崗駅       | 宋家岗站       | Songjiagang                         | 1.426     | 7.470     |                                 | 湖北省 武漢市 | 黄陂区   |
| 巨龍大道       | 巨龙大道站     | Julong Boulevard                    | 2.040     | 9.510     |                                 | 湖北省 武漢市 | 黄陂区   |
| 盤龍城駅       | 盘龙城站       | Panlongcheng                        | 1.643     | 11.153    |                                 | 湖北省 武漢市 | 黄陂区   |
| 宏図大道駅     | 宏图大道站     | Hongtu Boulevard                    | 3.945     | 15.098    | ■3号線 ■8号線                   | 湖北省 武漢市 | 東西湖区 |
| 常青城駅       | 常青城站       | Changqingcheng                      | 2.887     | 17.985    |                                 | 湖北省 武漢市 | 東西湖区 |
| 金銀潭駅       | 金银潭站       | Jinyintan                           | 2.012     | 19.997    |                                 | 湖北省 武漢市 | 東西湖区 |
| 常青花園駅     | 常青花园站     | Changqing Huayuan                   | 1.092     | 21.089    | ■6号線                          | 湖北省 武漢市 | 東西湖区 |
| 長港路駅       | 长港路站       | Changgang Road                      | 1.725     | 22.814    |                                 | 湖北省 武漢市 | 江漢区   |
| 漢口火車站駅   | 汉口火车站     | Hankou Railway Station              | 1.407     | 24.221    |                                 | 湖北省 武漢市 | 江漢区   |
| 范湖駅         | 范湖站         | Fanhu                               | 1.216     | 25.437    | ■3号線                          | 湖北省 武漢市 | 江漢区   |
| 王家墩東駅     | 王家墩东站     | Wangjiadun East                     | 1.410     | 26.847    | ■7号線                          | 湖北省 武漢市 | 江漢区   |
| 青年路駅       | 青年路站       | Qingnian Road                       | 1.002     | 27.849    |                                 | 湖北省 武漢市 | 江漢区   |
| 中山公園駅     | 中山公园站     | Zhongshan Park                      | 0.946     | 28.795    |                                 | 湖北省 武漢市 | 江漢区   |
| 循礼門駅       | 循礼门站       | Xunlimen                            | 1.543     | 30.338    | ■1号線                          | 湖北省 武漢市 | 江漢区   |
| 江漢路駅       | 江汉路站       | Jianghan Road                       | 0.897     | 31.235    | ■6号線                          | 湖北省 武漢市 | 江漢区   |
| 積玉橋駅       | 积玉桥站       | Jiyuqiao                            | 3.292     | 34.527    |                                 | 湖北省 武漢市 | 武昌区   |
| 螃蟹岬駅       | 螃蟹岬站       | Pangxiejia                          | 1.579     | 36.106    | ■7号線                          | 湖北省 武漢市 | 武昌区   |
| 小亀山駅       | 小龟山站       | Xiaoguishan                         | 0.930     | 37.036    |                                 | 湖北省 武漢市 | 武昌区   |
| 洪山広場駅     | 洪山广场站     | Hongshan Square                     | 1.168     | 38.204    | ■4号線                          | 湖北省 武漢市 | 武昌区   |
| 中南路駅       | 中南路站       | Zhongnan Road                       | 0.966     | 39.170    | ■4号線                          | 湖北省 武漢市 | 武昌区   |
| 宝通寺駅       | 宝通寺站       | Baotong Temple                      | 1.418     | 40.588    |                                 | 湖北省 武漢市 | 武昌区   |
| 街道口駅       | 街道口站       | Jiedaokou                           | 1.238     | 41.826    | ■8号線                          | 湖北省 武漢市 | 洪山区   |
| 広埠屯駅       | 广埠屯站       | Guangbutun                          | 0.951     | 42.777    |                                 | 湖北省 武漢市 | 洪山区   |
| 虎泉駅         | 虎泉站         | Huquan                              | 1.613     | 44.390    |                                 | 湖北省 武漢市 | 洪山区   |
| 楊家湾駅       | 杨家湾站       | Yangjiawan                          | 1.442     | 45.832    |                                 | 湖北省 武漢市 | 洪山区   |
| 光谷広場駅     | 光谷广场站     | Optics Valley Square                | 1.317     | 47.149    |                                 | 湖北省 武漢市 | 洪山区   |
| 珞雄路駅       | 珞雄路站       | Luoxiong Road                       |           |           |                                 | 湖北省 武漢市 | 洪山区   |
| 華中科技大学駅 | 华中科技大学站 | Huazhong University of Sci. & Tech. |           |           |                                 | 湖北省 武漢市 | 洪山区   |
| 光谷大道駅     | 光谷大道站     | Optics Valley Boulevard             |           |           |                                 | 湖北省 武漢市 | 洪山区   |
| 佳園路駅       | 佳园路站       | Jiayuan Road                        |           |           |                                 | 湖北省 武漢市 | 洪山区   |
| 武漢東站駅     | 武汉东站       | Wuhandong Railway Station           |           |           | ■武咸城際線 ■武黄城際線 ■11号線 | 湖北省 武漢市 | 洪山区   |
| 黄龍山路駅     | 黄龙山路站     | Huanglongshan Road                  |           |           |                                 | 湖北省 武漢市 | 洪山区   |
| 金融港北駅     | 金融港北站     | Jinronggang North                   |           |           |                                 | 湖北省 武漢市 | 洪山区   |
| 秀湖駅         | 秀湖站         | Xiuhu                               |           |           |                                 | 湖北省 武漢市 | 洪山区   |
| 蔵龍東街駅     | 藏龙东街站     | Canglong East Street                |           |           |                                 | 湖北省 武漢市 | 洪山区   |
| 仏祖嶺駅       | 佛祖岭站       | Fozuling                            |           |           |                                 | 湖北省 武漢市 | 洪山区   |

### 対面乗換駅
中南路駅では4号線と同一方向で、洪山広場駅では4号線と逆方向で対面乗り換えが可能である。
- 立体
- 平面

### 駅名変更
当路線の駅名は、市民の意見を募集することなく命名したため、駅名を公開後に駅周辺の住民から強い反対を受けた。特に名都花園駅は、同名のマンションから命名したものだが、マンションから駅までは相当の距離があったため「マンションと地下鉄の建設会社が同一のグループのため、命名したのでは」との疑念を抱く市民もいた。そのような論争を避けるため、2012年7月、武漢地下鉄グループは、市民の意見を募集した後、2012年8月24日、正式駅名を発表し、以下の変更を行った
：
- 金色雅園駅 → 長港路駅
- 螃蟹甲駅 → 螃蟹岬（曇華林）駅[8]
- 体育南路駅 → 小亀山駅
- 街道口駅 → 街道口（武大）駅[5][9]
- 広埠屯駅 → 広埠屯駅（華師）駅[10]
- 名都花園駅 → 楊家湾駅
- 光谷火車站駅 → 武漢東站駅(2020年12月変更)

## 使用車両
- 中国株洲電力機車有限公司製のB形車－6両編成。

- 車内
- 車内
- LEDモニター
- 車内テレビ
- 外見

## 沿革
- 2006年
  - 11月16日：范湖実験区間工事開始
- 2007年
  - 9月1日：第1期区間工事が許可された
- 2008年
  - 1月8日：積玉橋駅工事開始
  - 2月1日：金色雅園駅工事開始
  - 3月1日：常青花園駅工事開始
  - 4月18日：金銀潭駅工事開始
  - 6月24日：循礼門駅工事開始
  - 7月1日：螃蟹岬駅工事開始
  - 8月1日：虎泉駅と名都駅工事開始
  - 8月12日：体育南路駅工事開始
  - 8月19日：虎泉駅から名都駅区間工事開始
  - 8月20日：名都駅から光谷広場駅区間工事開始
  - 9月19日：范湖駅から漢口駅区間に「開拓10号」シールドマシンでシールドトンネル工事開始
  - 10月1日：地下鉄漢口駅工事開始、広埠屯駅から虎泉駅区間工事開始
  - 11月1日：体育南路駅から洪山広場駅区間工事開始
  - 12月1日：光谷広場駅工事開始
  - 12月9日：洪山広場駅工事開始
  - 12月30日：地下鉄漢口駅から范湖駅区間右側工事完了
- 2009年
  - 1月22日：武漢地下鉄2号線長江トンネル工事開始
  - 2月20日：宝通寺駅から街道口駅区間工事開始
  - 3月1日：宝通寺駅工事開始
  - 3月2日：金銀潭駅から常青花園駅区間工事開始
  - 3月4日：范湖駅から地下鉄漢口駅区間左側工事開始
  - 3月22日：中山公園駅工事開始
  - 5月1日：常青花園駅から金色雅園駅経由地下鉄漢口駅区間工事開始
- 2010年
  - 9月1日：街道口駅工事開始
  - 10月29日：青年路駅工事開始
- 2011年
  - 1月6日：常青花園駅、金色雅園駅、地下鉄漢口駅区間トンネル工事完了
  - 3月26日：地下鉄車両30両購入
  - 6月16日：金色雅園駅内から線路設置開始
  - 8月31日：范湖駅から王家墩東駅区間左側工事完了
  - 9月20日：武漢地下鉄2号線長江トンネル貫通
  - 11月2日：王家墩東駅から青年路駅区間工事開始
  - 11月25日：范湖駅から王家東駅区間工事完了
  - 11月27日：広埠屯駅主体工事完了
  - 11月28日：王家墩主変電所主体工事完了
  - 12月5日：付家坡主変電所主体工事完了
  - 12月9日：江漢路駅が周黒鴨の名を載ることに対する議論が出た[11]
  - 12月10日：積玉橋駅から体育南路駅区間工事完了
  - 12月31日：王家墩東駅主体工事完了、全21駅の主体工事はここで全部完了した
- 2012年
  - 1月3日：循礼門駅から江漢路駅区間工事完了
  - 1月11日：螃蟹岬駅内装工事開始
  - 2月26日：第1期工事全線トンネル貫通
  - 4月1日：長江にある3号連絡通路工事完了[12]
  - 4月20日：最初の車両製造完了[13]
  - 4月26日：全線右側線路設置工事完了
  - 6月20日：全線線路設置工事完了
  - 6月30日：全線電力接続完了
  - 12月28日：正式運営開始[14]
- 2016年
  - 12月28日：天河空港駅から金銀潭駅までが延伸開業。